# System wbudowany

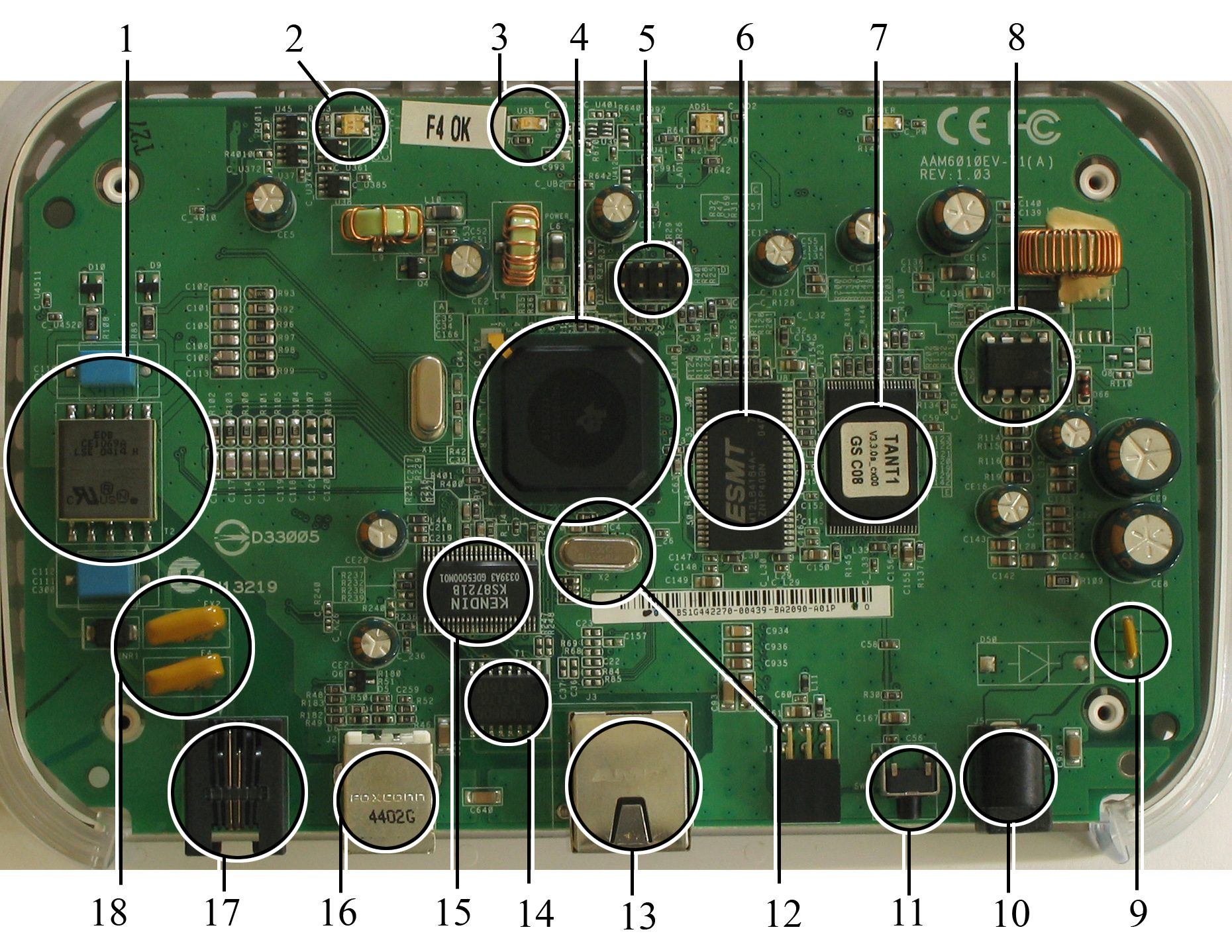
Zdjęcie wnętrza Modemu/Routera Netgear ADSL. Przykład współczesnego systemu dedykowanego. Oznaczone części to między innymi mikroprocesor (4), RAM (6) oraz FLASH (7).

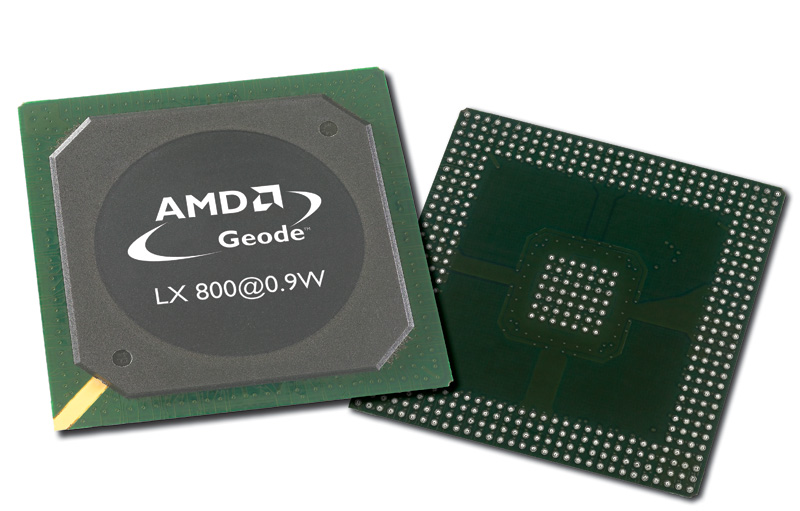
Mikroprocesor AMD Geode LX 800 przeznaczony dla systemów wbudowanych

System wbudowany (ang. embedded system) – system komputerowy specjalnego przeznaczenia, który staje się integralną częścią obsługiwanego przez niego sprzętu komputerowego (hardware).
System wbudowany musi spełniać określone wymagania ściśle zdefiniowane pod kątem zadań, które ma wykonywać. Nie można więc nim nazywać typowego wielofunkcyjnego komputera osobistego. Każdy system wbudowany oparty jest na mikroprocesorze (lub mikrokontrolerze) zaprogramowanym do wykonywania ograniczonej liczby zadań lub nawet wyłącznie do jednego zadania.
Zależnie od przeznaczenia może zawierać oprogramowanie przeznaczone jedynie na to urządzenie (firmware) lub system operacyjny wraz ze specjalizowanym oprogramowaniem. Zwykle decyduje o tym stopień niezawodności, jaki ma oferować dany system wbudowany. Ogólną zasadą jest, że im mniej złożone i specjalizowane jest oprogramowanie, tym bardziej system jest niezawodny i pozwala szybciej reagować na zdarzenia krytyczne.
Niezawodność systemu może być zwiększona poprzez rozdzielenie zadań na mniejsze podsystemy, a także przez redundancję. Może ona polegać na zastosowaniu do jednego zadania dwóch identycznych urządzeń, z których jedno przejmuje zadania drugiego w przypadku jego awarii.
Za pierwszy komputer wbudowany jest uznawany komputer sterujący amerykańskim statkiem kosmicznym Apollo. Natomiast pierwszy komputer wbudowany produkowany masowo służył do sterowania rakietą LGM-30 Minuteman I.

## Zastosowania
Obecnie systemy wbudowane znajdują zastosowanie praktycznie we wszystkich dziedzinach, gdyż ogólnie dąży się do tego, aby wszystkie urządzenia były „inteligentne” i zdolne do pracy autonomicznej, a także mogły wykonywać coraz to bardziej złożone zadania.
Przykłady obszarów i urządzeń technicznych, w których stosuje się systemy wbudowane:
- układy sterujące pracą silnika samochodowego i ABS, komputery pokładowe;
- sprzęt sterujący samolotami, rakietami, pociskami rakietowymi, inteligentnymi bombami;
- sprzęt medyczny, w tym m.in. monitory holterowskie;
- sprzęt pomiarowy, w tym m.in. oscyloskopy, analizatory widma;
- bankomaty i podobne urządzenia ATM;
- termostaty, klimatyzatory;
- kuchenki mikrofalowe, zmywarki;
- sterowniki PLC stosowane w przemyśle do sterowania, kontroli procesów i maszyn produkcyjnych;
- sterowniki do wszelkiego rodzaju robotów mechanicznych;
- systemy alarmowe służące do ochrony osób i mienia np. antywłamaniowe, przeciwpożarowe i inne;
- telefony komórkowe i centrale telefoniczne;
- drukarki, kserokopiarki;
- kalkulatory;
- sprzęt komputerowy, w tym między innymi: dyski twarde, napędy optyczne, routery, serwery czasu i firewalle;
- systemy rozrywki multimedialnej i interaktywnej:
  - konsole do gier, stacjonarne i mobilne;
  - automaty do gier oraz o innym zastosowaniu;
  - telewizory, odtwarzacze DVD, kamery cyfrowe, magnetowidy, set-top boxy.